# Лука Бебич
Лу́ка Бе́бич (хорв. Luka Bebić, нар. 21 серпня 1937, Десне, Хорватія) — хорватський політичний діяч, колишній Голова парламенту Хорватії.

## Життєпис
Закінчив агрономічний факультет Сараєвського університету (диплом інженера агрономії), та факультет післядипломної освіти в Загребі.
Свою політичну кар'єру розпочав з членства в комуністичній партії у своєму рідному краї. З вересня 1989 року член ХДС. До 1990 р. працював на господарсько-політичних посадах у Метковичі. У період з 1990 року займав низку партійних і політичних посад. З 1990 по 1998 рік був членом ЦК, а в ряді випадків і Президії ХДС. Був міністром оборони з 31 липня до 18 вересня 1991 року. Виконував обов'язки командувача Хорватської національної гвардії. До 1992 року — Голова Ради громад хорватського парламенту. З 1991 до 1998 рр. — член Вищої Державної Ради. У 1992—1996 роках — Голова Ради національної безпеки парламенту Хорватії. У 1996 р. — начальник Управління національної безпеки. З 1996 по 1998 рік — Радник президента з національної безпеки. Шість разів поспіль обирався депутатом парламенту Хорватії. У п'ятому скликанні (2003—2008 рр.) обіймав посаду заступника Голови парламенту, також з 2003 р. очолює парламентську фракцію ХДС.
11 січня 2008 року на першому пленарному засіданні шостого скликання хорватського парламенту Бебича було обрано його Головою, замість Владимира Шекса.
Лука Бебич має військове звання генерал-майора запасу. Пасивно володіє італійською та російською мовами.
Одружений, батько двох дітей. Захоплюється вирощуванням оливок і клементинів (гібрид мандарина і апельсина) та риболовлею.